# Česko-islandské vztahy
Česko-islandské vztahy jsou bilaterální vztahy mezi Českem a Islandem. Země navázaly diplomatické vztahy 1. ledna 1993. Česká republika má konzulát v Reykjavíku, Island má konzulát v Praze.
Obě země jsou členy NATO, Rady Evropy a Organizace pro hospodářskou spolupráci a rozvoj.